# Michael Stettler (Chronist)

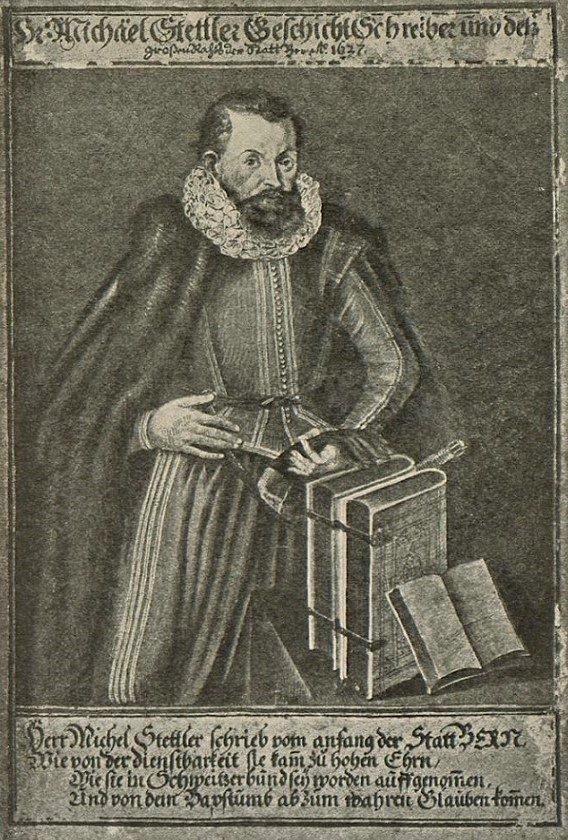
Michael Stettler 1627

Michael Stettler (* 1580 in Bern; † 1642 ebenda) war ein Berner Historiker und Schriftsteller.

## Familie
Michael Stettler stammt aus der Berner Handwerkerfamilie Stettler, die dann in das Patriziat aufstieg.
Er war der älteste Sohn des Berner Gerbers Hieronymus Stettler und dessen Ehefrau Anna Grätz. Hieronymus Stettler war Mitglied des Kleinen Rates. Michael Stettler war dreimal verheiratet. 1601 heiratete er Maria Guldi und 1604 Judith Ramuz. 1632 heiratete er Margaretha von Büren. Stettler hatte vier Kinder: Anna, Samuel, Hieronymus (1609–1681, Mitglied des Grossen Rates von Bern) und Michael.

## Leben

### Verwalter
Um in den Staatsdienst eintreten zu können, absolvierte Stettler (wie zwei seiner Brüder) eine Ausbildung zum Notar, wozu er wahrscheinlich in Lausanne oder Genf weilte. 1601 wurde er als Notar beeidigt und 1605 Schreiber beim Berner Ehegericht. 1606 wurde Stettler Mitglied des Grossen Rates und 1610 trat er als Deutschseckelschreiber in die bernische Finanzverwaltung ein. In seiner weiteren Verwaltungslaufbahn war er von 1616 bis 1622 Landvogt von Oron und von 1627 bis 1629 amtete er als Landvogt von St. Johannsen. Anschliessend wurde er Oberkommissär des Berner Welschlandes (Waadt) und übte dieses Amt bis zu seinem Tod aus.

### Schriftsteller
In den Jahren 1599/1600 bereiste Stettler Frankreich, England und Italien und schrieb hierüber ein «gereimtes Tagebuch». 1602 publizierte er zwei Gedichte, die sein Biograph Tobler als «höchst ungeschickte, nichtssagende Reimerei» charakterisierte. Zwischen 1605 und 1609 folgten drei Theaterstücke denen ebenfalls keine Bedeutung beigemessen wird.

### Geschichtsschreiber

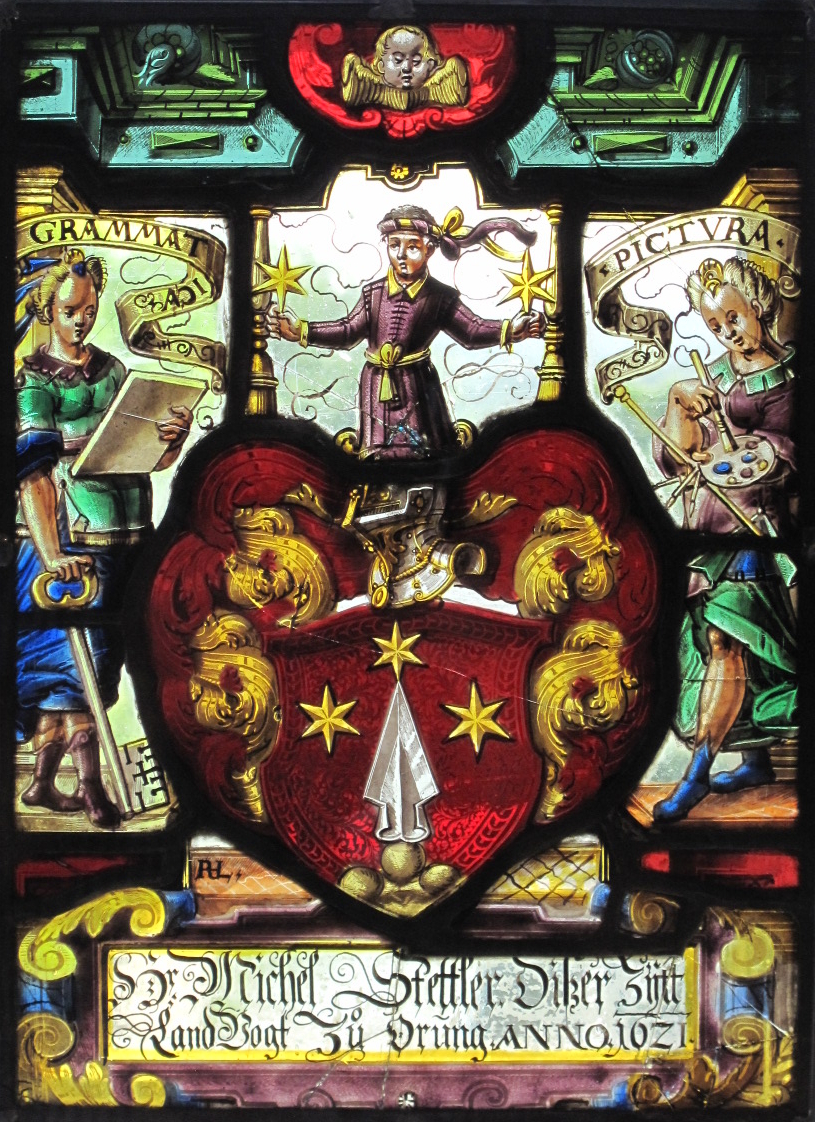
Wappenscheibe Michael Stettler, von Hans Rudolf Lando (1621)

Bereits in der Periode von 1602 bis 1609 legte Stettler den Grundstein für seine Verdienste als Historiograph. Er kopierte die älteren Chroniken von Hans Fründ, Konrad Justinger, Benedikt Tschachtlan, Diebold Schilling und Valerius Anshelm. Er wurde so als Kenner der Stadtgeschichte von 1191 bis 1526 vom Berner Rat beauftragt, die Stadtgeschichte im Anschluss an Valerius Anshelm fortzuschreiben. Die Stadtgeschichte von 1526 bis 1587 legte er dem Rat 1614 als dreibändiges Werk vor. Die folgenden zwei Jahre verbrachte er mit der Fortführung der Geschichte bis 1610. Nach seiner Versetzung nach Oron begann er mit der Überarbeitung seiner bisherigen Arbeiten, die 1623 in einem zehnbändigen Werk der Stadtgeschichte von 1526 bis 1610 zum Abschluss kam. In Oron erstellte er auch ein Zeitregister, das die Geschichtsdaten der Stadt von 1191 bis 1477 zusammenfasst. Der Wunsch von Bürgerschaft und Rat nach einer gedruckten Stadtgeschichte verschaffte Stettler den Auftrag zu einer offiziellen Chronik, die Annalen die 1626 und 1627 in zwei Bänden publiziert wurden. Der offizielle Charakter wurde mit Eingriffen der Zensur erkauft. 1631 folgte noch ein Anhang mit der Geschichte von 1627 bis 1630.

## Hauptwerk
- Schweitzer Chronic: Das ist Gründliche vnd Wahrhaffte beschreibung der fürnehmsten Jahrs geschichten welche sich bey löblicher Eydgnoßschafft seyt etlich Hunndert Jahren her verloffen: mit einführung vieler namhaffter In Franckreich vnd Italien verübter kriegen vnd wohldenckwürdiger Geschichtenn,
  - Annales Oder Gründliche Beschreibung der fürnembsten geschichten vnnd Thaten, welche sich in gantzer Helvetia, den jüngsten Jahren nach, von jhrem anfang her gerechnet … biß auff das 1627. Jahr, participirt, verlauffen. Der erste Theil. Bern 1627. Google-Digitalisat
  - Chronicon Oder Gründtliche Beschreibung der denckwürdigesten sache[n] vnnd thaten, welche in den Helvetischen Landen … von erbawung an der Statt Bern in Nüchtland … biß auf das 1627. Jahr … sich zugetragen vnnd verloffen. Der ander Theil. Bern 1626. Digitalisat der BSB München